# Crocidura crossei
Crocidura crossei е вид бозайник от семейство Земеровкови (Soricidae).

## Разпространение
Видът е разпространен в Гана, Гвинея, Камерун, Кот д'Ивоар и Нигерия.